# Jermain Defoe
Jermain Colin Defoe OBE (Londen, 7 oktober 1982) is een Engels voormalig voetballer die bij voorkeur als centrumspits speelde.

## Clubcarrière
Defoe begon in zijn jeugd bij Charlton Athletic FC. Voordat hij in het eerste van Charlton had gespeeld, vertrok hij in 1999 naar West Ham United FC. Hij speelde daar 93 wedstrijden, waarin hij 29 keer scoorde. In de periode 2000-2001 werd hij verhuurd aan Bournemouth. In 2004 vertrok hij naar Tottenham Hotspur. Hij speelde 107 wedstrijden voor de Spurs waarin hij 35 keer scoorde. In de winter van 2008 vertrok hij naar Portsmouth FC.
Hij tekende in juni 2017 een contract tot medio 2020 bij AFC Bournemouth. Dat nam hem dankzij een clausule in zijn contract transfervrij over van het in het voorgaande seizoen uit de Premier League gedegradeerde Sunderland. Vervolgens kwam hij nog uit voor Rangers FC om in 2022 zijn loopbaan af te sluiten bij Sunderland.

## Clubstatistieken
| Seizoen | Club              | Competitie              | Duels | Goals |
| ------- | ----------------- | ----------------------- | ----- | ----- |
| 1999/00 | West Ham United   | Premier League          | 0     | 0     |
| 2000/01 | Bournemouth       | Second Division         | 29    | 18    |
| 2000/01 | West Ham United   | Premier League          | 1     | 0     |
| 2001/02 | West Ham United   | Premier League          | 35    | 10    |
| 2002/03 | West Ham United   | Premier League          | 37    | 8     |
| 2003/04 | West Ham United   | First Division          | 19    | 11    |
| 2003/04 | Tottenham Hotspur | Premier League          | 15    | 7     |
| 2004/05 | Tottenham Hotspur | Premier League          | 35    | 13    |
| 2005/06 | Tottenham Hotspur | Premier League          | 36    | 9     |
| 2006/07 | Tottenham Hotspur | Premier League          | 34    | 10    |
| 2007/08 | Tottenham Hotspur | Premier League          | 19    | 4     |
| 2007/08 | Portsmouth        | Premier League          | 12    | 8     |
| 2008/09 | Portsmouth        | Premier League          | 20    | 7     |
| 2008/09 | Tottenham Hotspur | Premier League          | 8     | 3     |
| 2009/10 | Tottenham Hotspur | Premier League          | 34    | 18    |
| 2010/11 | Tottenham Hotspur | Premier League          | 22    | 4     |
| 2011/12 | Tottenham Hotspur | Premier League          | 25    | 11    |
| 2012/13 | Tottenham Hotspur | Premier League          | 34    | 11    |
| 2013/14 | Tottenham Hotspur | Premier League          | 14    | 1     |
| 2013/14 | Toronto FC        | MLS                     | 19    | 11    |
| 2014/15 | Sunderland        | Premier League          | 17    | 4     |
| 2015/16 | Sunderland        | Premier League          | 33    | 15    |
| 2016/17 | Sunderland        | Premier League          | 37    | 15    |
| 2017/18 | AFC Bournemouth   | Premier League          | 24    | 4     |
| 2018/19 | AFC Bournemouth   | Premier League          | 4     | 0     |
| 2018/19 | Rangers FC        | Scottish Premier League | 17    | 8     |
| 2019/20 | Rangers FC        | Scottish Premier League | 7     | 9     |
| Totaal  | Totaal            | Totaal                  | 587   | 219   |

## Interlandcarrière
Op 8 september 2004 maakte Defoe zijn debuut in het Engelse nationaal elftal, tegen Polen. Hij scoorde een keer in de met 2-1 gewonnen wedstrijd. Defoe nam met Engeland deel aan het EK voetbal 2012 in Polen en Oekraïne, waar de ploeg van bondscoach Roy Hodgson in de kwartfinales na strafschoppen (2-4) werd uitgeschakeld door Italië. Hij kwam tijdens de EK-eindronde eenmaal in actie voor The Three Lions. Na 2013 werd Defoe ruim drie jaar niet meer opgeroepen voor het Engels voetbalelftal. Hij maakte op 26 maart 2017 zijn rentree, tijdens een met 2–0 gewonnen kwalificatiewedstrijd voor het WK 2018, tegen Litouwen. Hij maakte zelf de 1–0, zijn twintigste doelpunt als international.

## Internationale goals
| #   | Datum            | Stadion                                                 | Tegenstander       | Score | Resultaat | Competitie             |
| --- | ---------------- | ------------------------------------------------------- | ------------------ | ----- | --------- | ---------------------- |
| 1.  | 8 september 2004 | Stadion Śląski, Chorzów, Polen                          | Polen              | 0 - 1 | 1 - 2     | WK 2006 kwalificatie   |
| 2.  | 2 september 2006 | Old Trafford, Manchester, Engeland                      | Andorra            | 3 - 0 | 5 - 0     | EURO 2008 kwalificatie |
| 3.  | 2 september 2006 | Old Trafford, Manchester, Engeland                      | Andorra            | 4 - 0 | 5 - 0     | EURO 2008 kwalificatie |
| 4.  | 1 juni 2008      | Hasely Crawford Stadium, Port of Spain, Trinidad        | Trinidad en Tobago | 0 - 2 | 0 - 3     | Vriendschappelijk      |
| 5.  | 1 juni 2008      | Hasely Crawford Stadium, Port of Spain, Trinidad        | Trinidad en Tobago | 0 - 3 | 0 - 3     | Vriendschappelijk      |
| 6.  | 12 oktober 2008  | Wembley Stadium, Londen, Engeland                       | Kazachstan         | 5 - 1 | 5 - 1     | WK 2010 kwalificatie   |
| 7.  | 10 juni 2009     | Wembley Stadium, Londen, Engeland                       | Andorra            | 4 - 0 | 6 - 0     | WK 2010 kwalificatie   |
| 8.  | 10 juni 2009     | Wembley Stadium, Londen, Engeland                       | Andorra            | 5 - 0 | 6 - 0     | WK 2010 kwalificatie   |
| 9.  | 12 augustus 2009 | Amsterdam ArenA, Amsterdam                              | Nederland          | 2 - 1 | 2 - 2     | Vriendschappelijk      |
| 10. | 12 augustus 2009 | Amsterdam ArenA, Amsterdam                              | Nederland          | 2 - 2 | 2 - 2     | Vriendschappelijk      |
| 11. | 23 juni 2010     | Nelson Mandelabaai Stadion, Port Elizabeth, Zuid-Afrika | Slovenië           | 0 - 1 | 0 - 1     | WK 2010                |

## Erelijst
| Competitie           |                   |                   |                   |                   |
| Competitie           | Aantal            | Jaren             |                   |                   |
| Tottenham Hotspur    | Tottenham Hotspur | Tottenham Hotspur | Tottenham Hotspur | Tottenham Hotspur |
| -------------------- | ----------------- | ----------------- | ----------------- | ----------------- |
| League Cup           | 1x                | 2007/08           |                   |                   |
| Rangers FC           |                   |                   |                   |                   |
| Scottish Premiership | 1x                | 2021/22           |                   |                   |